# Гимн Катара
Национа́льный ги́мн Катара (араб. النشيد الوطني القطري‎), также известный под названием «Мир Эми́ру» (араб. السلام الأميري‎) — официальный гимн Государства Катар и один из его государственных символов. Слова гимна принадлежат Шейху Мубараку бин Сайфу Аль Тани из правящей в Катаре династии Аль Тани, а мелодию к этим словам сочинил Абдуль-Азиз Нассир Аль Убайдан Аль Фахру.
Данный гимн принят и утверждён в качестве официального гимна Государства Катар 7 декабря 1996 года, вскоре после восшествия на катарский престол шейха Хамада бин Халифы Аль Тани. Впервые в качестве официального гимна прозвучал на заседании Совета сотрудничества арабских государств залива в декабре того же года.
| Оригинальный текст на арабском языке | Романизированная версия арабского текста | Примерный перевод на русский язык |
| قسما قسما قسما بمن رفع السماء قسما بمن نشر الضياء قطر ستبقي حرة تسمو بروح الاوفياء سيروا على نهج الألى سيروا وعلى ضياء الانبياء قطر بقلبي سيرة عز وأمجاد الاباء قطر الرجال الاولين حماتنا يوم النداء وحمائم يوم السلام جوارح يوم الفداء قسما قسما قسما بمن رفع السماء قسما بمن نشر الضياء قطر ستبقى حرة تسمو بروح الأوفياء | Qasamān Qasamān Qasamān biman rafaʿa as-samāʾ Qasamān biman našara aḍ-ḍiyāʾ Qaṭarun satabqa ḥawrratan tasmū birūḥi l-awfiyāʾ Sīrūʾalā nahij l-ʾawlā Sīrūʾwaʾalā ḍiyāʾ l-anbiyāʾ Qaṭarun biqalbī sīrat ʾazun waʾamjād l-ibāʾ Qaṭarun r-rijāl l-awalīn Ḥumātunā yawm an-nidāʾ Wa-ḥamāʾimun yawm as-salām Jawāriḥa yawm l-fidāʾ Qasamān Qasamān Qasamān biman rafaʿa as-samāʾ Qasamān biman našara aḍ-ḍiyāʾ Qaṭarun satabqa ḥawrratan tasmū birūḥi l-awfiyāʾ | Клянусь, Клянусь! Клянусь Тем, кто создал небеса! Клянусь Тем, кто развевает свет! Катар всегда будет свободным! С помощью духа верноподданных. Пройдитесь по главной дороге, Пройдитесь по пути и свету пророков. В сердце моём Катар — это путь, которая уважает достижения предков наших. Катар — выдающихся людей страна, Защищающих их во время бедствия, Как голубь становится в мирное время, Как хищная птица во время жертвоприношения. Клянусь, Клянусь! Клянусь Тем, кто создал небеса, Клянусь Тем, кто развевает свет. Катар всегда будет свободным! С помощью духа верноподданных! |